# Bantayan, Cebu

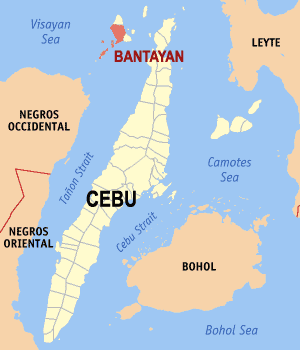
Bản đồ Cebu với vị trí của Bantayan

Bantayan là một 2nd class đô thị ở trên đảo Bantayan ở tỉnh Cebu, Philippines.

## Các đơn vị dân cư

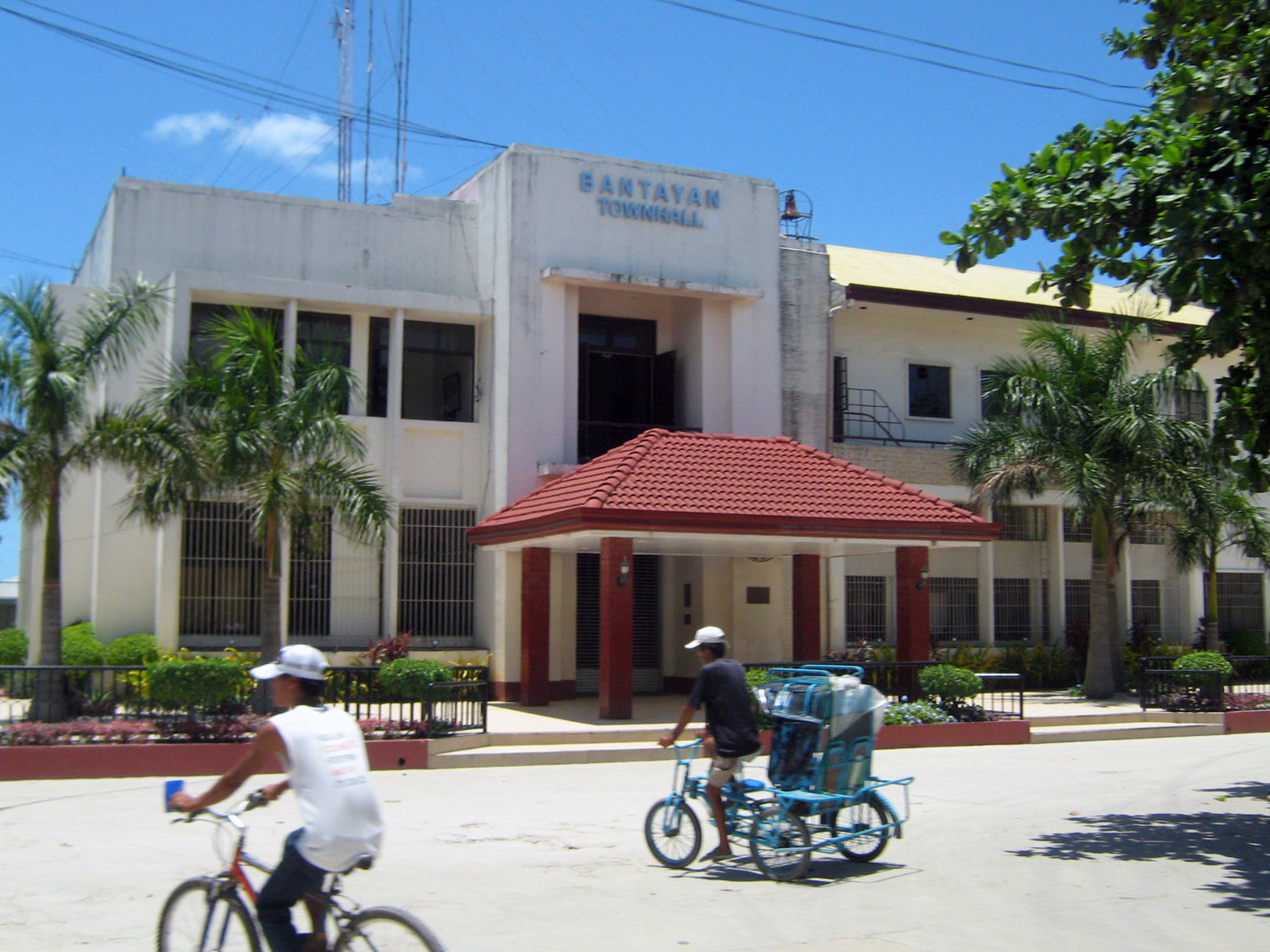
Toà thị chính Bantayan

Bantayan được chia thành các đơn vị hành chính gồm 25 khu dân cư (khu phố) (barangay).
| - Atop-atop - Baigad - Baod - Binaobao (Poblacion) - Balidbid - Kabac - Doong - Hilotongan - Guiwanon - Kabangbang - Kampingganon - Kangkaibe - Lipayran | - Luyongbaybay - Mojon - Obo-ob - Patao - Putian - Sillon - Sungko - Suba (Poblacion) - Sulangan - Tamiao - Bantigue (Poblacion) - Ticad (Poblacion) |